# Eusynstyela discoidea
Eusynstyela discoidea är en sjöpungsart som beskrevs av Heller 1877. Eusynstyela discoidea ingår i släktet Eusynstyela och familjen Styelidae. Inga underarter finns listade i Catalogue of Life.